# Port Stephens
Port Stephens é um grande porto natural localizado a cerca de 160 Km a Nordeste de Sydney em Nova Gales do Sul, Austrália.
Fica totalmente na Local Government Area do Port Stephens Council, apesar de a sua linha de costa mais a Norte formar fronteira entre Port Stephens e a Local Government Area do Great Lakes Council.
Mais de 26.000 pessoas vivem dentro dos 3 Km da sua longa costa de 113 Km e mais de 32.000 vivem entre 10 Km.